# 斯科托巴爾卡河
斯科托巴爾卡河（烏克蘭語：Скотобалка），是烏克蘭中部的河流，屬於奧爾奇克河的支流。該河流經波爾塔瓦州的波爾塔瓦區，河道全長17公里，流域面積71.3平方公里。